# Pseudobagarius
Pseudobagarius es un género de peces actinopeterigios de agua dulce, distribuidos por ríos de Asia.

## Especies
Existen 14 especies reconocidas en este género:
- Pseudobagarius alfredi (Ng y Kottelat, 1998)
- Pseudobagarius baramensis (Fowler, 1905)
- Pseudobagarius filifer (Ng y Rainboth, 2005)
- Pseudobagarius fuscus (Ng y Kottelat, 1996)
- Pseudobagarius hardmani (Ng y Sabaj Pérez, 2005)
- Pseudobagarius inermis (Ng y Kottelat, 2000)
- Pseudobagarius leucorhynchus (Fowler, 1934)
- Pseudobagarius macronemus (Bleeker, 1860)
- Pseudobagarius meridionalis (Ng y Siebert, 2004)
- Pseudobagarius nitidus (Ng y Rainboth, 2005)
- Pseudobagarius pseudobagarius (Roberts, 1989)
- Pseudobagarius similis (Ng y Kottelat, 1998)
- Pseudobagarius sinensis (He, 1981)
- Pseudobagarius subtilis (Ng y Kottelat, 1998)